# Henrietta Dugdale
Henrietta Augusta Dugdale (nascida Worrell; 14 de maio de 1827 – 17 de junho de 1918) foi uma australiana pioneira que iniciou a primeira sociedade pelo sufrágio feminino na Austrália. Seu ativismo resultou em avanços pelos direitos da mulher na Austrália.

## Vida
Worrell foi pioneira no ativismo pelos direitos da mulher na Austrália. Ela nasceu em St Pancras, Londres, no dia 14 de maio de 1827, a segunda filha sobrevivente de John Worrell e Henrietta Ann (nascida Austin). Sua alegação de ter casado aos 14 anos de idade não se encaixa com seu casamento oficial em 1848 com o oficial da marinha mercante J. A. Davies, com quem ela migrou para a Austrália em 1852. Após a morte de Davies, ela se casou com o capitão do navio William Dugdale em Melbourne em março de 1853. Eles se estabeleceram em Queenscliff, onde os filhos Einnim, Carl e Austin nasceram. Ela era vegetariana.
Depois de se separar de William Dugdale, no final da década de 1860, ela se mudou para o subúrbio de Melbourne, Camberwell, onde permaneceu até alguns anos antes de sua morte em 17 de junho de 1918 em Point Lonsdale. Seu terceiro marido, Frederick Johnson, com quem ela se casou em 1903, faleceu antes dela.
Sua campanha por "justiça igual para as mulheres" começou com uma carta ao periódico de Melbourne Argus, em abril de 1869. Ele atingiu seu ápice durante a década de 1880 em um debate público radical como membro da Sociedade Eclética de Melbourne e da Associação Secular da Australásia, por meio de sua alegoria utópica A Few Hours in a Far-Off Age e na formação, em maio de 1884, da Sociedade do Sufrágio Feminino de Vitória, a primeira do tipo na Austrália. Naquele mesmo ano, Henrietta escreveu um severo julgamento dos tribunais vitorianos, e sua incapacidade de proteger as mulheres de crimes violentos. Publicadas no Melbourne Herald, suas palavras foram direto ao cerne da questão: "A raiva das mulheres", ela escreveu, "foi agravada pelo fato de que aqueles que infligiram violência contra as mulheres tiveram participação na elaboração das leis, enquanto suas vítimas não."[carece de fontes?]
Ela foi reconhecida como uma pioneira do sufrágio quando as mulheres australianas obtiveram o voto e o direito de se candidatarem ao parlamento federal em junho de 1902 (primeiro caso no mundo) e quando o Estado de Vitória fez o mesmo em dezembro de 1908. Dugdale morreu em 17 de junho de 1918 em Point Lonsdale, Austrália.

## Legado
Uma rua no subúrbio de Camberra, em Cook, leva o nome dela.
Em 2013, ela foi nacionalmente reconhecida como uma feminista australiana importante da primeira onda, e O Fundo Dugdale para Mulheres e Meninas foi criado para honrar o trabalho de sua vida. Dugdale foi nomeada para o Quadro de Honra das Mulheres de Vitória em 2001.